# 香山佛迹摩崖石刻
香山佛迹摩崖石刻，位于中国广东省肇庆市德庆县德城镇香山，始刻年代不详，但不晚于宋代。2001年8月23日，列入德庆县文物保护单位。